# Tomasz Krzysica
Tomasz Krzysica – polski śpiewak operowy (tenor) i pedagog.
Absolwent Akademii Muzycznej w Gdańsku (klasa Haliny Mickiewiczównej i Aleksandry Kucharskiej-Szefler; dyplom z wyróżnieniem). Debiutował w 2000 w Operze Bałtyckiej. Był solistą Warszawskiej Opery Kameralnej a od 2019 jest solistą Polskiej Opery Królewskiej. Śpiewał m.in. z Operze w Tuluzie, Theatre du Chatelet w Paryżu, Teatrze Wielkim w Warszawie. Od 2014 wykładowca śpiewu solowego na Akademii Sztuki w Szczecinie. Laureat międzynarodowych konkursów wokalnych. Solista na płytach nominowanych do Nagrody Muzycznej Fryderyk: Wojciech Kilar – Magnificat, Victoria (DUX) – nominacja do Fryderyka 2008 w kategorii Album Roku Muzyka Współczesna oraz Musica Sacramontana XIV (DUX) – nominacja do Fryderyka 2020 w kategorii Album Roku Muzyka Oratoryjna i Operowa.

## Partie operowe
- Cassio (Otello, Verdi)
- Ferrando (Così fan tutte, Mozart)
- Leński (Eugeniusz Oniegin, Czajkowski)
- Nemorin (Napój miłosny, Donizetti)
- Ottavio (Don Giovanni, Mozart)
- Tamino (Czarodziejski flet, Mozart)

## Nagrody
- 1999: Międzynarodowy Konkurs Sztuki Wokalnej im. Ady Sari w Nowym Sączu – III nagroda
- 2001: Międzynarodowy Konkurs Głosów Operowych „Rosetum” w Mediolanie – I nagroda
- 2001: Międzynarodowy Konkurs Wokalny im. Stanisława Moniuszki w Warszawie – II nagroda